# FSO Warszawa
Warszawa — сімейство легкових автомобілів, що виготовлялися на FSO (Fabryka Samochodow osobowych) у Польщі з 1951 по 1973 роках.
Перший післявоєнний польський автомобіль вироблявся за документацією радянської «Побєди» ГАЗ М-20. Проте з 1957 року у його конструкцію вносились зміни — від суто декоративних до вдосконалення окремих вузлів та агрегатів. В цілому більше 4000 технічних змін. На відміну від радянського прототипу Warszawa мала більше модифікацій кузова — пікап, фургон, седан (за сучасним розумінням), універсал тощо. У Польщі використовувалась як міліцейський автомобіль, карета швидкої допомоги, таксі, дрезина. На агрегатах Warszawa побудовані такі «польські автолегенди» як Żuk, Nysa, Tarpan.
Усього виготовлено, враховуючи модифікації, 254 471 авт. — більше ніж ГАЗ М-20 — 235 999 авт.

## Історія
На початку 1947 р. правління Польщі вело переговори з італійським концерном Fiat щодо купівлі ліцензії на випуск легкових автомобілів.
27 грудня 1947 р. було підписано договір, а у серпні 1948 р. почалось будівництво автозаводу з продуктивністю 10 тис. авт./р.
Згідно договору, через три роки в передмісті Варшави Жерані мало розпочатись виробництво легковиків Fiat 1100.
Польська сторона оплачувала ліцензію поставками вугілля, продуктів харчування та продукції металургійної і хімічної промисловості.
Однак через початок «Холодної війни» та входження Польщі в Організацію Варшавського договору через кілька місяців угоду з Fiat було розірвано.
Тож 25 січня 1950 р. польсько-радянська домова про виробництво ГАЗ-М-20 «Победа» була підписаною.
Радянський Союз надав технічну документацію та обладнання, можливість навчання польських спеціалістів у СРСР. Техдокументація коштувала полякам 130 млн. злотих, технологічне оснащення — 250 млн. При цьому виробництво автомобілів майже до 1956 р. залежало від поставок комплектуючих з СРСР. Ліцензійної згоди не підписували, що в певній мірі дозволило в подальшому змінювати конструкцію без погодження від радянської сторони.
Вже 6 листопада 1951 року завод покинув перший автомобіль, повністю з радянських деталей. До кінця 1951 року в Польщу з Горького поставили 500 машинокомплектів «Победы», але зібрали тільки 75 машин. Хоча в наступному році завод виготовив 1600 автомобілів FSO M-20 Warszawa.

### Warszawa M-20 (1951—1957)
Перший час зміни в конструкції Warszawa були аналогічними змінам, котрі вносились у ГАЗ М-20. Але по мірі освоєння випуску комплектуючих в Польщі залежність FSO від ГАЗу знижувалась. Так, з 1953 р. в Жерані запустили лінію з виробництва двигунів, а до 1956 р. практично усі деталі для Warszawa виготовлялись на території Польщі. Однак, об'єм випуску ледве досягав 4 тис. авт./рік, що навіть на той час було мало. Для порівняння — тираж ГАЗ М-20 в СРСР у ці роки перевищував 20 тис. автомобілів.
Вже з 1954 р. Warszawa експортувалась. Спочатку у Китай, Румунію, Албанію та Болгарію.

### Warszawa М-20-57/200 (1957—1960)

Warszawa М-20-57/200

Перші вдосконалені автомобілі, що називались М-20-57 (пізніше Warszawa 200) з'явились 15 травня 1957 р. Модернізація була незначною — змінили решітку радіатора, оздоблення салону, встановили на крилах декоративні молдинги та надписи Warszawa. Шляхом збільшення ступеня стиску двигуна з 6,2 до 6,8 зросла потужність до 52 к.с. (38,2 кВт), максимальна швидкість до 115 км/год та крутний момент. Замінили окремі частини електрообладнання, зокрема, передні підфарники стали круглими.

### Warszawa 201 (1960—1964)
Наступна модернізація відбулася в другій половині 1960 р. Ззовні Warszawa 201 не змінилася. Проте важільні амортизатори в передній підвісці поступились телескопічним, передні гальма отримали механізм з двома окремими гідроциліндрами (дуплекс). Колеса зменшились з 16’ до 15’. Зміни також стосувались стартера, двошвидкісного двигуна склоочисників, акумуляторної батареї (збільшення ємності) і т. д. Двигун був той самий, хоча з іншим карбюратором J35 BEJ. Усього на Warszawa 201 налічувалось близько 200 технічних змін.
В цей час з'являються модифікації. В додаток до базової виникла комплектація «люкс», серійно виготовлялись санітарні версії (Warszawa 200S) та пікапи (Warszawa 200P вантажністю 500 кг). Зростали об'єми виробництва.

### Warszawa 202 (1962—1964)

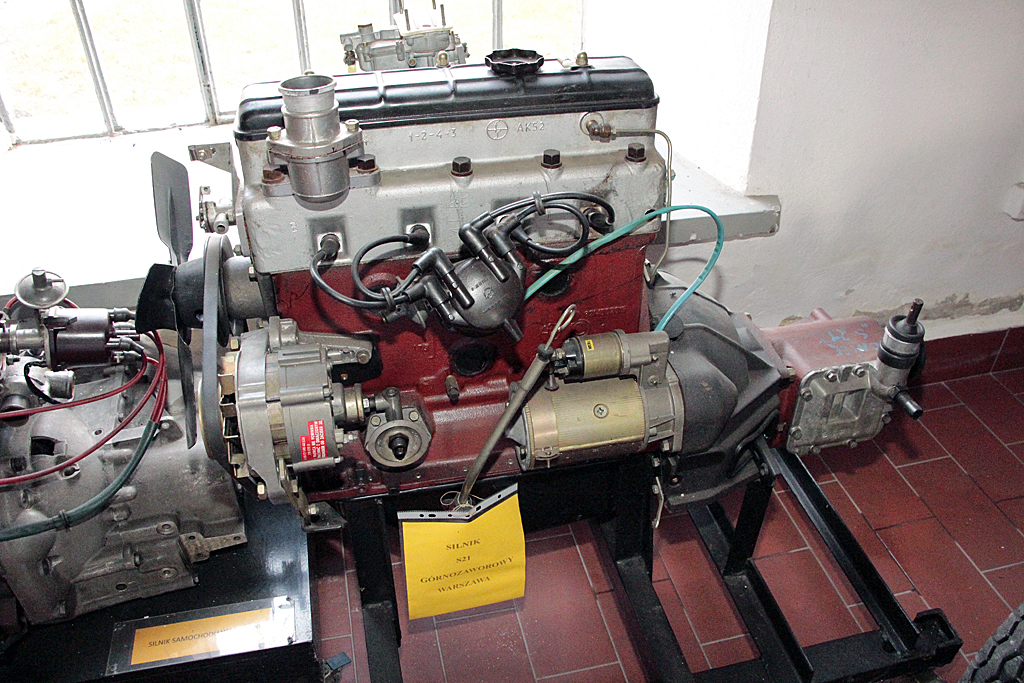
Двигун S-21 (R4 OHV)
Суха маса, у зборі зі зчепленням та коробкою передач — 232 кг

З осені 1957 р. велась розробка нового двигуна на базі блоку циліндрів М-20, але з «верхніми клапанами». При збереженому робочому об'ємі потужність зросла з 52 до 70 к. с. Перші прототипи двигуна були готові в жовтні 1958 р. Однак, через низьку надійність до серійного виробництва вони дістались тільки в 4-ому кварталі 1962 р.
З кінця 1962 р. виготовлялась Warszawa 202 з новим верхньоклапанним двигуном S-21. На автомобілі також змінили передатне число головної передачі (4,55). Завдяки вдосконаленням максимальна швидкість зросла з 105 до 130 км/год. Зовнішні відмінності Warszawa 202 полягали виключно у нових двоколірних задніх ліхтарях.
В третьому кварталі 1963 р. з'явились фургони Warszawa 202F, хоча виготовили їх небагато. Вони стали базою для повноцінних медичних автомобілів Warszawa 202А — до цього часу санітарні версії будувались на базі фастбеків.

### Warszawa 223/224 (203/204) (1964—1973)

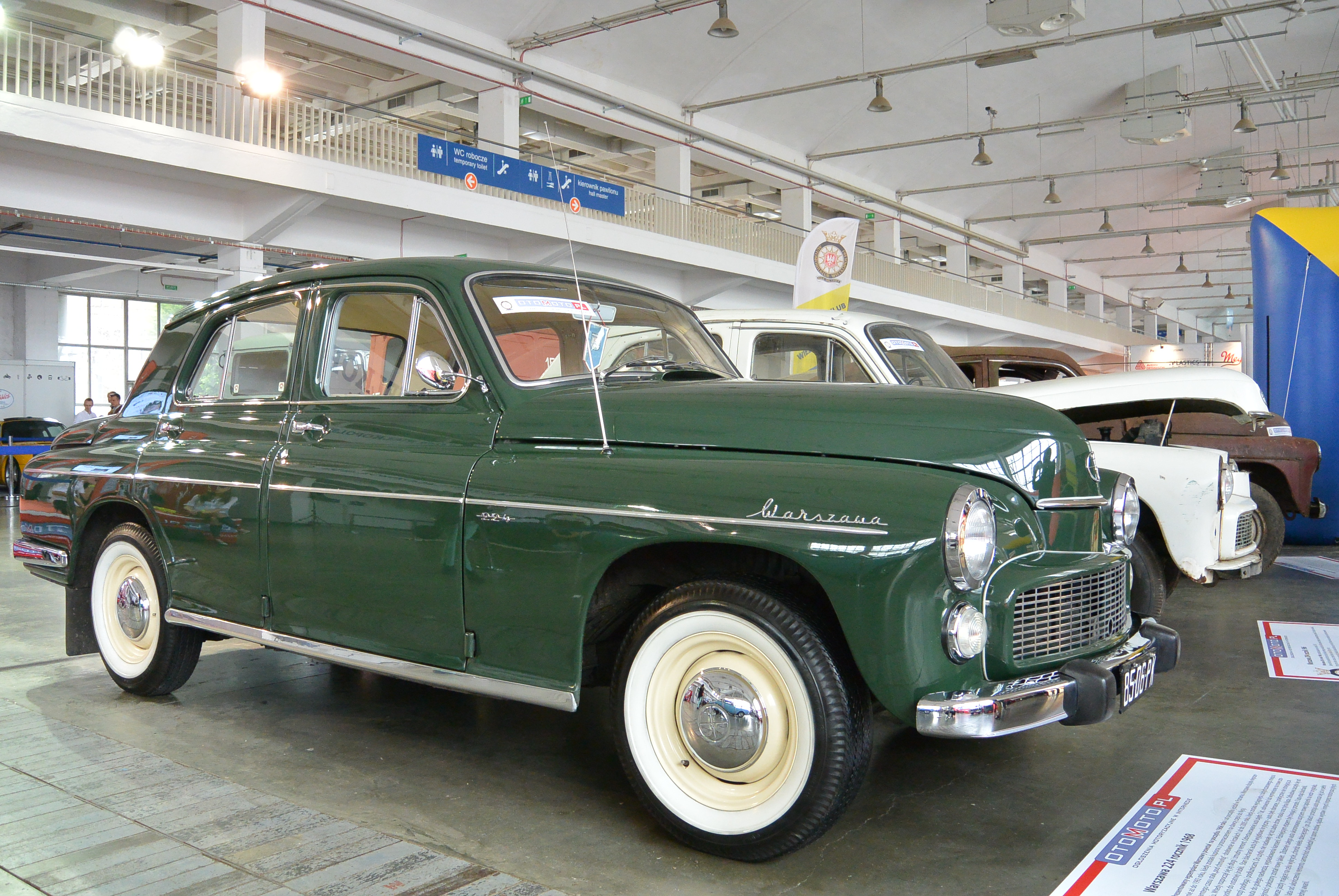
Warszawa 224

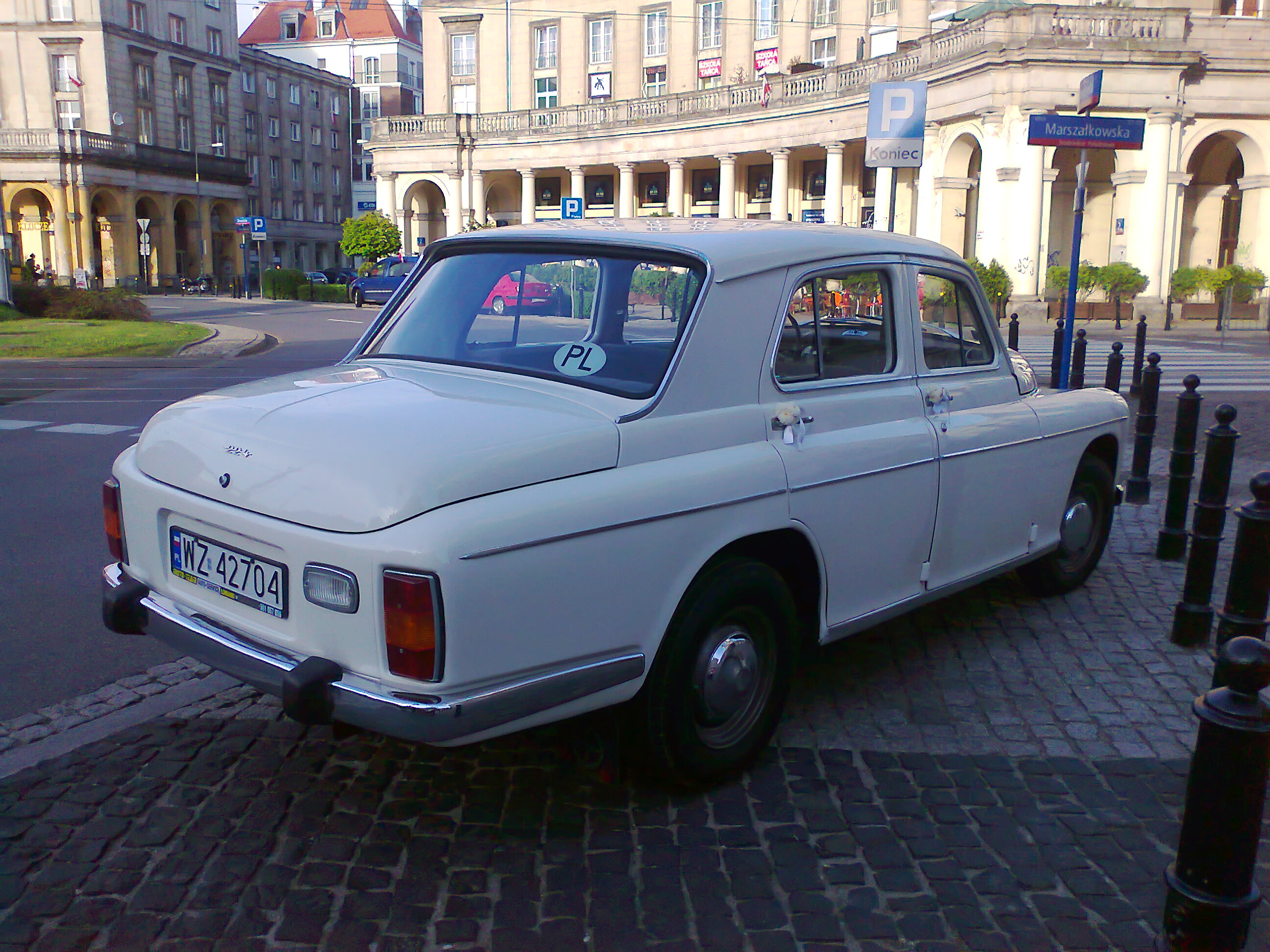
Warszawa 223 вид ззаду

З серпня 1964 р. на конвеєр стала Warszawa 203 з триоб'ємним кузовом. Проте частина автомобілів комплектувалася старим двигуном М-20, оскільки об'єм випуску агрегатів S-21 відставав від випуску автомобілів. Такий «компромісний» варіант мав назву Warszawa 204.
Створенням седана займався дизайнер Cezary Nawrot, професор варшавської Академії красних мистецтв.
Ним у 1961 р. були розроблені три прототипи, перший з яких мав нахилене під негативним кутом заднє скло.
Провідним конструктором був Roman Skwarek, командою на чолі з Stanislaw'ом Lukaszewicz'ем була розроблена технічна документація.
Крім виступаючого багажника автомобіль отримав панорамні вікна спереду і ззаду, нову решітку радіатора, бампери з гумовими вставками, великі комбіновані задні ліхтарі, пластмасову панель приладів, карбюратор Weber, сухий повітряний фільтр і т. д.

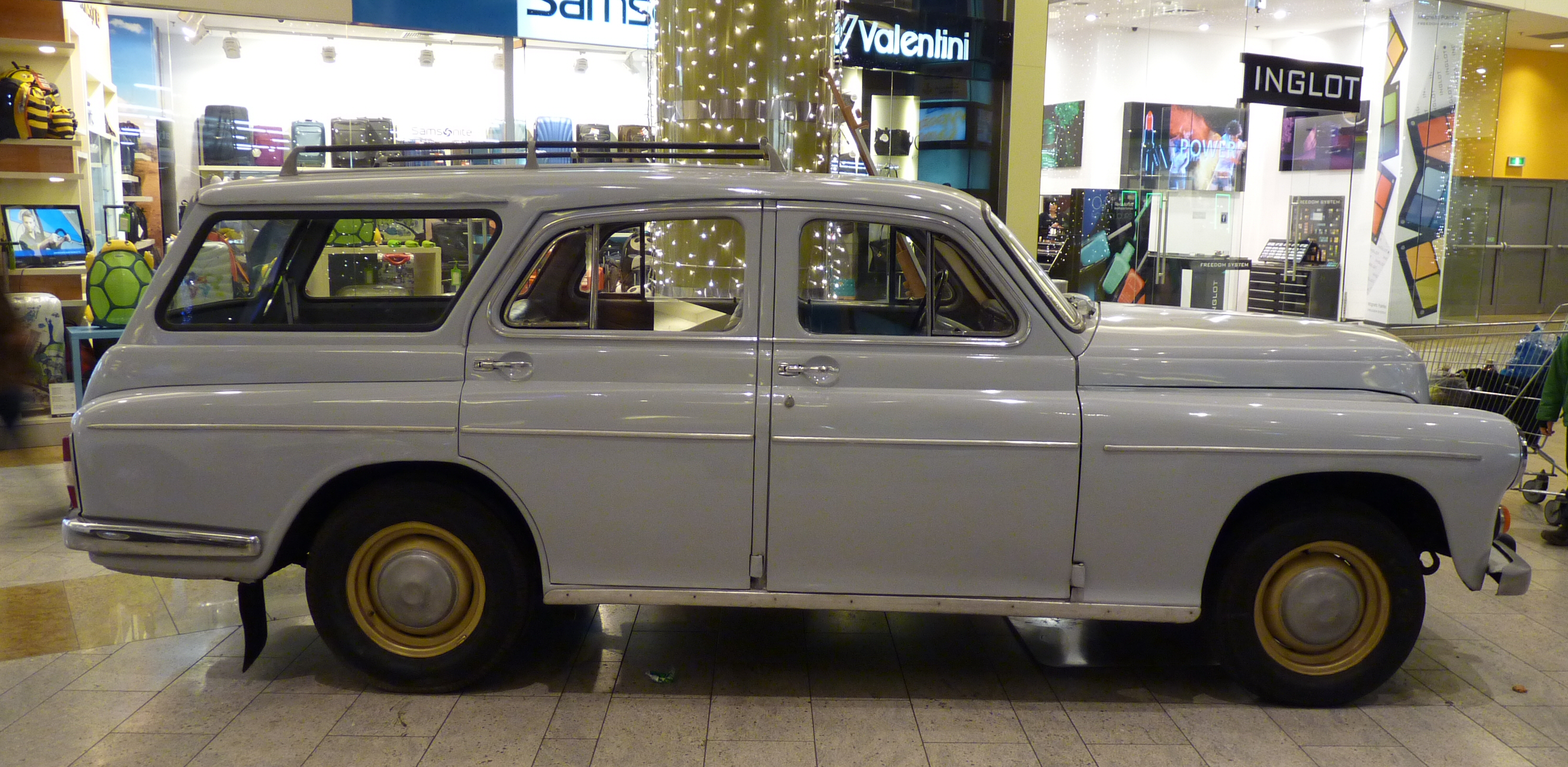
Універсал Warszawa 223К

У червні 1965 р. на Міжнародній торговій виставці у Познані була представлена Warszawa 203Т (таксі).
Крім таксометра й маячка вона мала перегородку з плексигласу позаду передніх сидінь. Сидіння біля водія могло трансформуватись у багажне місце, а на даху був решітчастий багажник. Усе додаткове обладнання збільшило вагу на 50 кг і відобразилось на витраті палива.
Такі автомобілі були не популярними й швидко зникли з виробництва.
В останньому кварталі 1965 р. з'явилися універсали Warszawa 203К (223К, 224К). Розробник — конструктор Stanislaw Lukaszewicz.
Warszawa 203 експортувалась й у капіталістичні країни. З 1967 р. експортні моделі комплектувались чотирициліндровими дизелями Perkins 4.108 робочим об'ємом 1,76 л та максимальною потужністю 51 к. с. (37,5 кВт).
В 1965 р. FSO отримали претензію від Peugeot, що запатентували індекси автомобілів з нулем посередині. В результаті автомобіль перейменували в Warszawa 223.
З 1970 р. на автомобілях з'являється повністю синхронізована 4-ступенева коробка передач з напідлоговим важелем.
Виробництво автомобілів Warszawa закінчилось 30 березня 1973 р.
| Рік             | 1951   | 1952   | 1953   | 1954   | 1955   | 1956   | 1957   | 1958   | 1959   | 1960   | 1961   | 1962    |
| --------------- | ------ | ------ | ------ | ------ | ------ | ------ | ------ | ------ | ------ | ------ | ------ | ------- |
| Кількість, авт. | 75     | 1575   | 1563   | 1678   | 4015   | 6105   | 10 020 | 13 173 | 15 340 | 14 825 | 13 650 | 14 636  |
| Рік             | 1963   | 1964   | 1965   | 1966   | 1967   | 1968   | 1969   | 1970   | 1971   | 1972   | 1973   | Загалом |
| Кількість, авт. | 13 442 | 13 455 | 15 726 | 17 774 | 15 175 | 17 780 | 17 683 | 16 232 | 13 500 | 12 803 | 4266   | 254 471 |

### Автомобілі, що не пішли у масове виробництво

#### Warszawa M-20U
Перша спроба модернізації припала на 1956 р. Потужність двигуна Warszawa M-20U форсуванням збільшили до 60 к. с. (у вихідного двигуна вона була сміхотворно мала — 50 к. с. при робочому об'ємі 2120 см3). Крім того, вдосконалили ходову частину, внесли зміни в гальмівну систему. Не чіпаючи основну тримальну частину кузова (включаючи покатий дах) змінили його переднє та заднє оперення (капот, облицювання радіатора, крила і т. д.). Але зміни виявились неможливими для втілення молодим автозаводом, і Warszawa M-20U залишилася тільки дослідним зразком.

#### Warszawa Ghia
У 1957 р. для створення повністю нового кузова було налагоджено співпрацю з Carrozzeria Ghia.
Восени 1957 р. до Італії відправили два шасі, які у 1959 р. повернулись у Польщу з кузовами седан та універсал.
Дизайнером прототипів був Sergio Sartorelli — творець VW Karmann Ghia, Fiat'ів 126, Regata й Ritmo.
На автомобілях використовувались елементи італійських та американських автомобілів — Lancia, Fiat, Alfa Romeo і Chrysler.
Проект коштував 62000$..
Хоч автомобілі й представляли секретарю компартії Владиславу Гомулці до виробництва вони не дістались.
Причина — висока вартість переоснащення заводу.

#### Warszawa 210

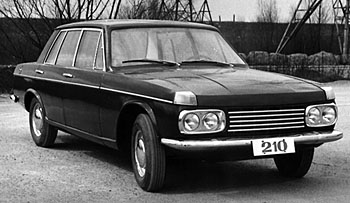
Warszawa 210

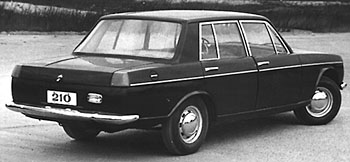
Warszawa 210

На межі 1950-их та 1960-их рр. було вирішено створити заміну морально старіючій «Варшаві 201». Значні затрати на проектування спонукали до копіювання Ford'а Falcon'а 1960 р., для чого його придбали у двох екземплярах (один з яких мав кузов універсал). Керівником робіт над новою моделлю, що розпочались 1961 р. був інженер Miroslaw Gorskiego. Новим кузовом займались Stanislaw Lukaszewicz та Cezary Nawrot.

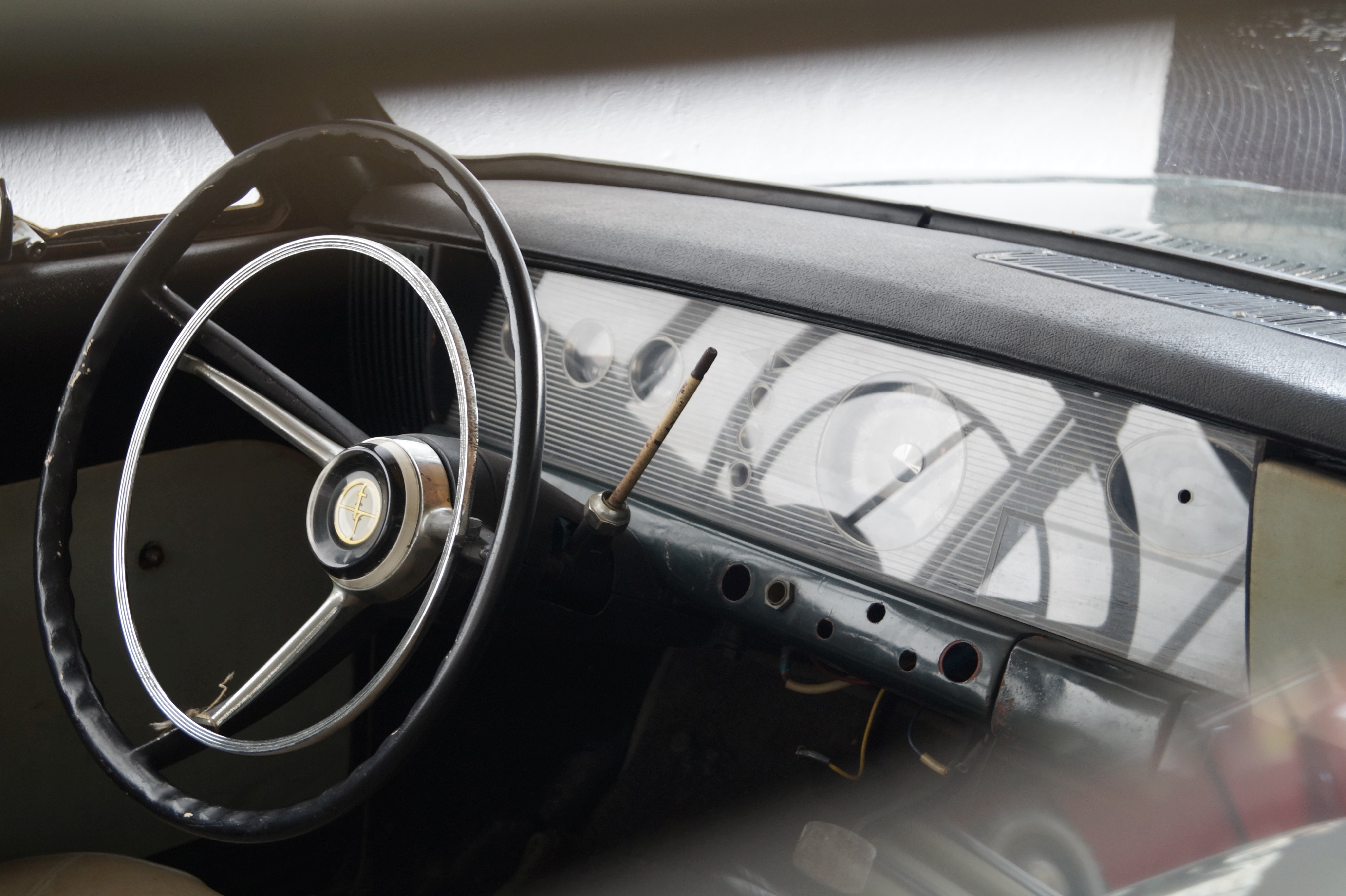
Панель приладів

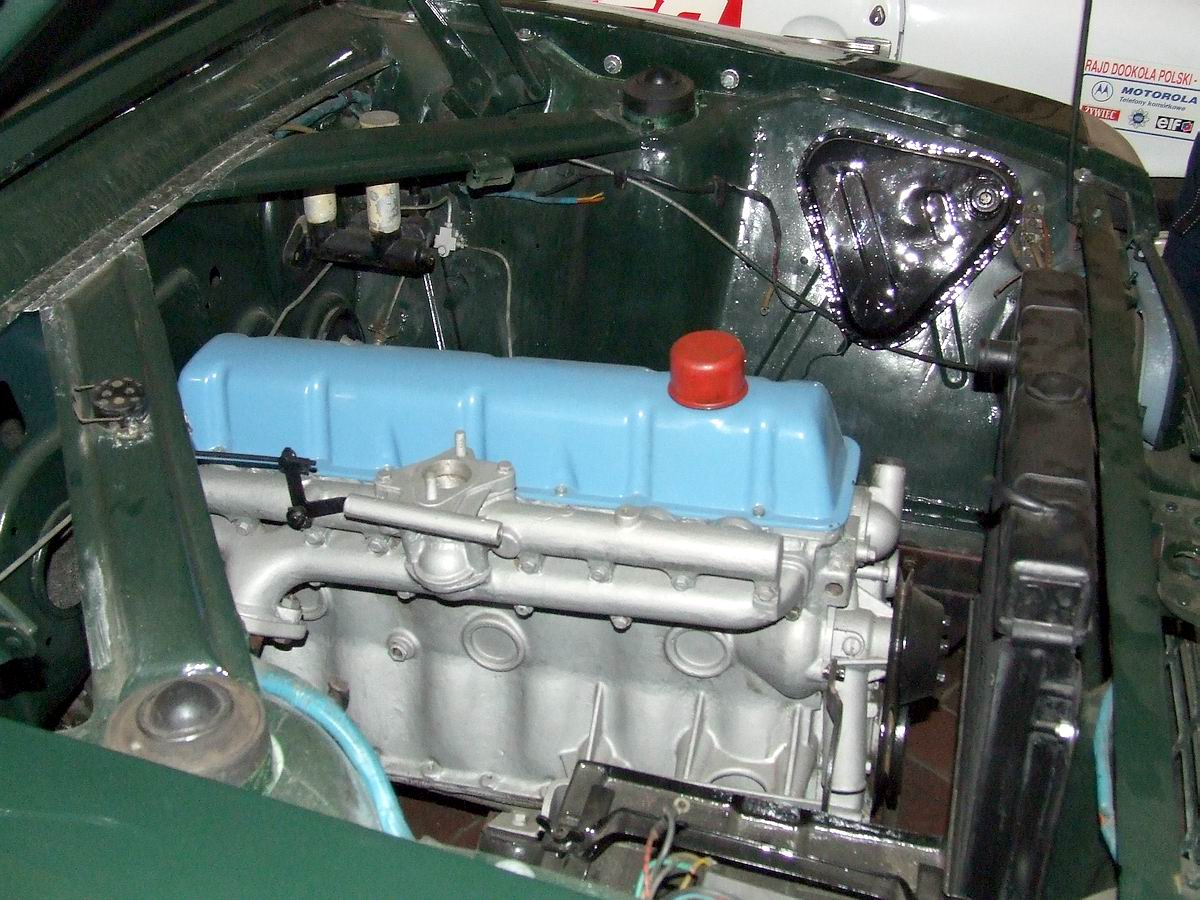
Двигун

Двигун оригінального «Фалкона» рядний шестициліндровий з робочим об'ємом 144 куб. дюйми (близько 2360 см3), потужністю 90 к.с. (за стандартом SAE). Виконаний по його образу польський варіант мав дещо більший робочий об'єм (перехід від дюймів до міліметрів означав використання ближчих більших значень) — 2,5 л і відповідно потужність — 82 к.с. (60,3 кВт). Шляхом «віднімання» двох циліндрів планувалось створення економічнішого 4-циліндрового двигуна — з робочим об'ємом 1,65 л та потужністю 57 к.с. (41,9 кВт). Максимальна швидкість 6-циліндрового варіанту становила близько 160 км/год, при витраті 10-12 л/100 км, 4-циліндрового — 135 км/год при витраті 8-10 л/100 км.
Передня підвіска — пружинна Макферсон, задня — залежна на напівеліптичних ресорах. Гальмівна система мала двоконтурний привід, передбачалось застосування дискових гальмівних механізмів у майбутньому. Діаметр коліс — 14 дюймів.
Створений у 1964 р. прототип був приблизно на 120 кг легшим за серійну «Варшаву».
Роботи по проекту були перервані — більш пріоритетною вважалась купівля ліцензії на Fiat-125. А виробництво однієї 6-циліндрової версії було невигідним.
Кількість створених прототипів невідома. До сьогодні існує тільки один екземпляр з шестициліндровим двигуном. У 1999 р. він був знайдений у Старопольському музеї в Сельпі (Muzeum Zagłębia Staropolskiego w Sielpi), а даний момент він знаходиться в Музеї техніки у Варшаві.

### Спеціальні версії

#### Дрезини

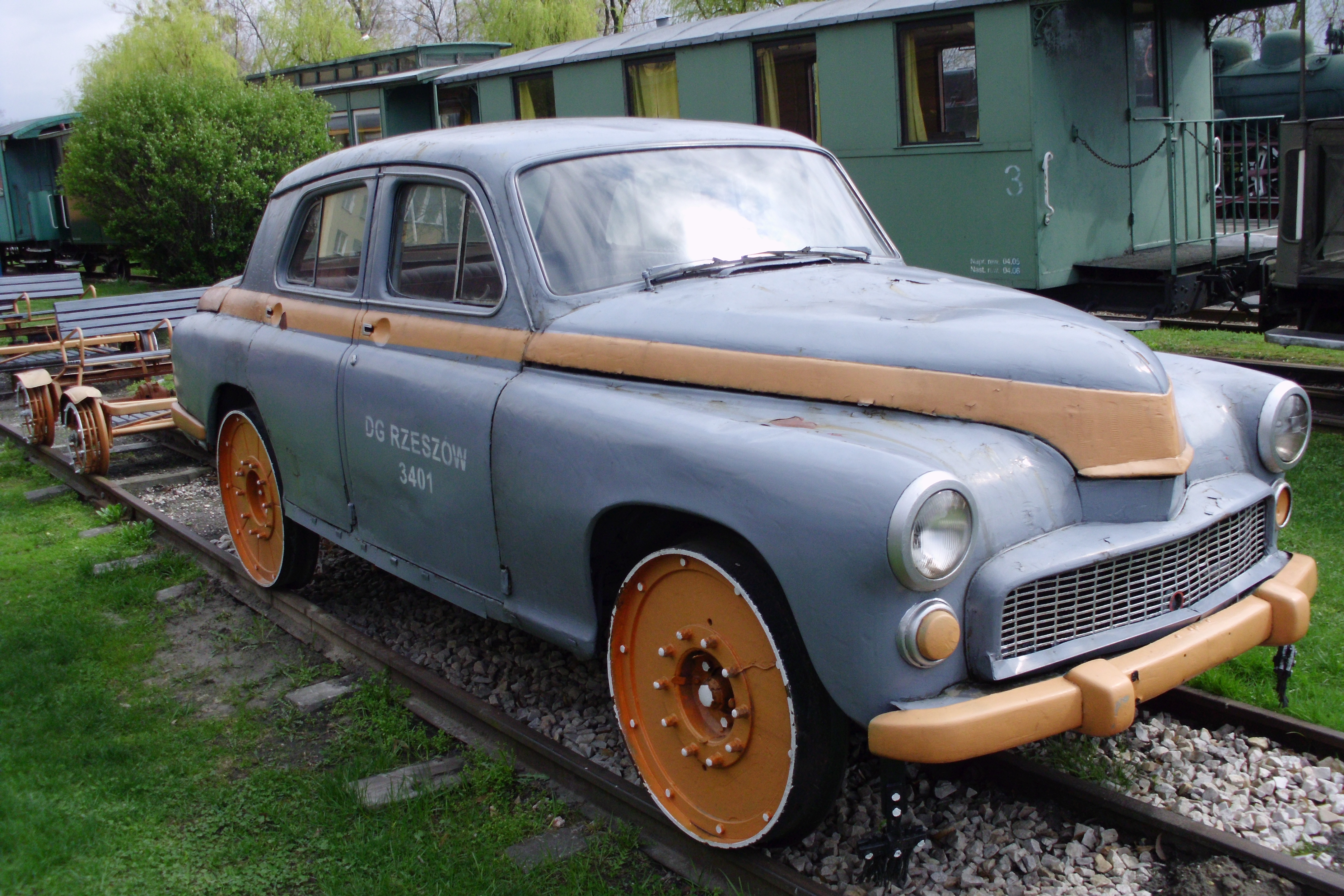
Дрезина у музеї, Сохачев

Протягом 1956—1973 у м. Нове Скальмежице серійні «Варшави» переобладнували у дрезини, призначені для огляду й інспецій залізничних шляхів. Автомобілі мали спеціальні колеса діаметром 680 мм й вагою 75 кг кожне.
Кермове керування було заблокованим, натомість під кузовом був гвинтовий домкрат, що повертав дрезину над рельсами для руху в різних напрямах.
Максимальна швидкість деяких дрезин сягала 105 км/год, однак через довгий гальмівний шлях була зменшена до 80 км/год. Точної кількості виготовлених дрезин не відомо, однак експорт становив 200 од.
У Польщі були зняті з експлуатації у 1990-их.

#### Таксі

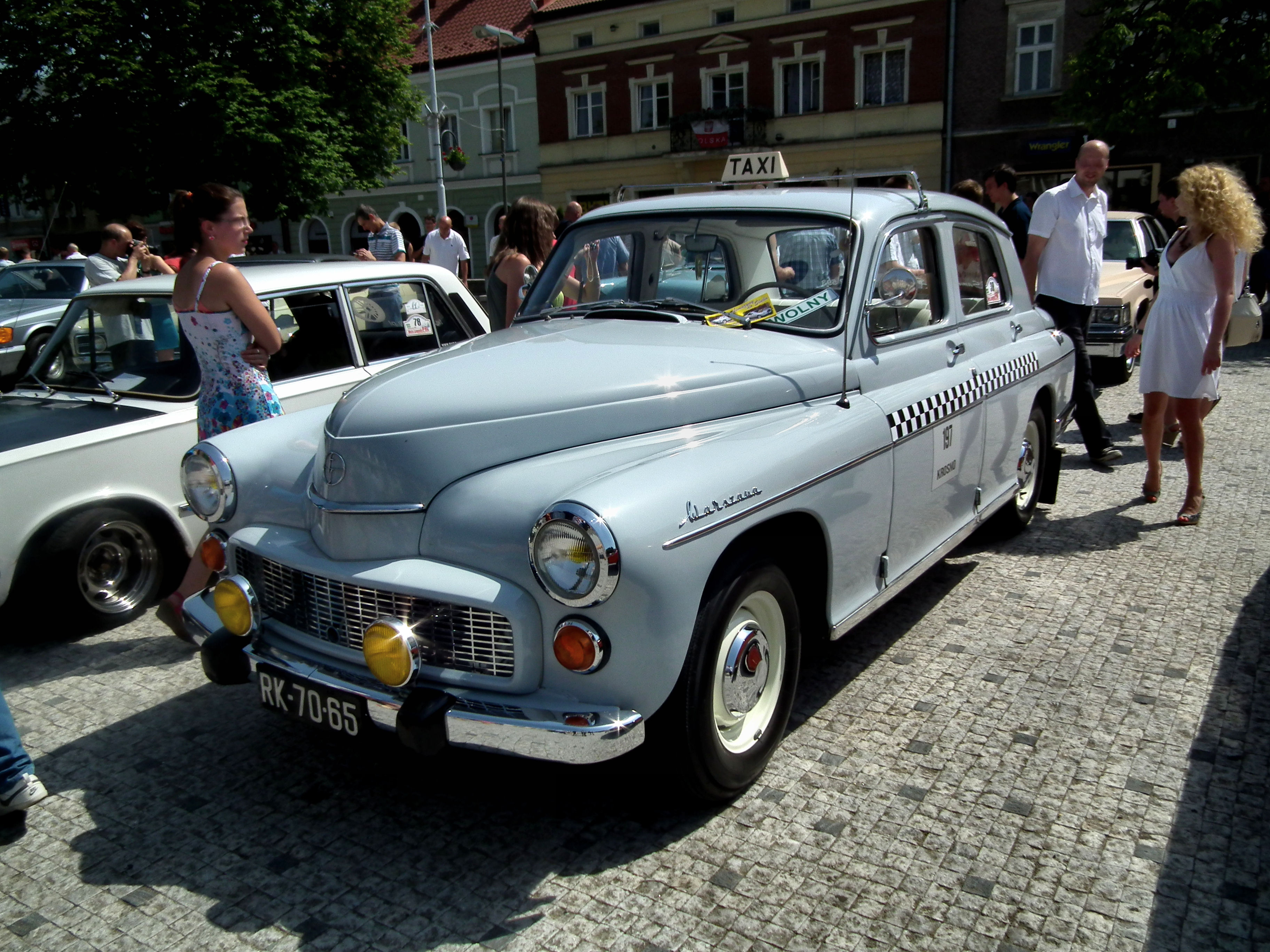
FSO Warszawa 224 у Ясло.

У червні 1965 р. модель Варшава 203T була представлена на Міжнародному ярмарку в Познані. Ця версія була сконструйована заводом через часте використання різних видів Варшави як таксі. Зміни кузова щодо стандартної версії обмежились використанням багажника на даху та підсвічувальним сигналізатором «TAXI». В салоні замість тримісного переднього дивана було два окремих сидіння, з яких спинка пасажирського сидіння була складною, що давало можливість розмістити на ньому додатковий багаж. Пасажирський простір був розділений панеллю з акрилового скла який був встановлений відразу за передніми сидіннями. Інші елементи обладнання включали таксометр та сигнальний пристрій зі словами «вільний» або «зайнятий». Використання додаткового обладнання у версії таксі призвело до збільшення спорядженої ваги автомобіля на 50 кг, що трохи збільшило витрату палива. Незважаючи на адаптацію Варшави до потреб тодішніх таксомоторних компаній, ця версія не була популярною і була швидко знята з виробництва.

#### Поліцейська машина

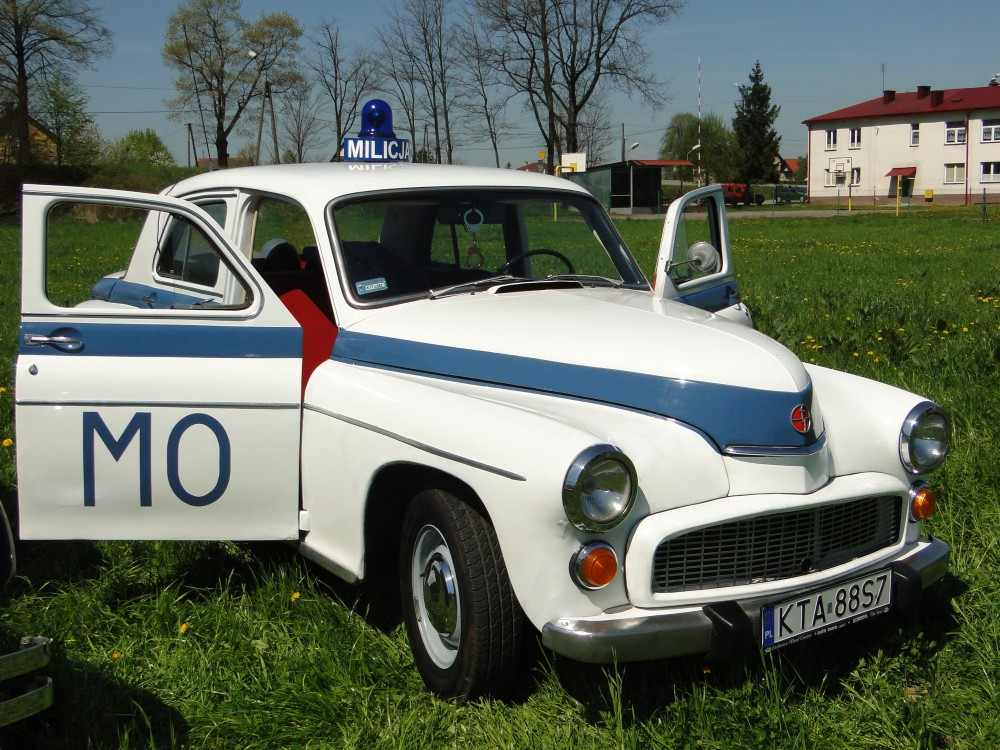
FSO Warszawa, міліція. Взяли у Філіповицях, Польща.

Варшава також була створена у версії, призначеній для Громадянської міліції та Добровольчого резерву Громадянської міліції. Поліцейська машина базувалася на цивільній версії. Однак він відрізнявся фарбуванням (білий або кремовий корпус із синьою смугою та маркуванням), світловим сигналом, встановленим на даху, та сиреною. Додатково були встановлені матові задні та бічні вікна. Остання партія поліцейських автомобілів надійшла від FSO до Громадської міліції наприкінці 1972 року.

#### Машина швидкої допомоги / Санітарка

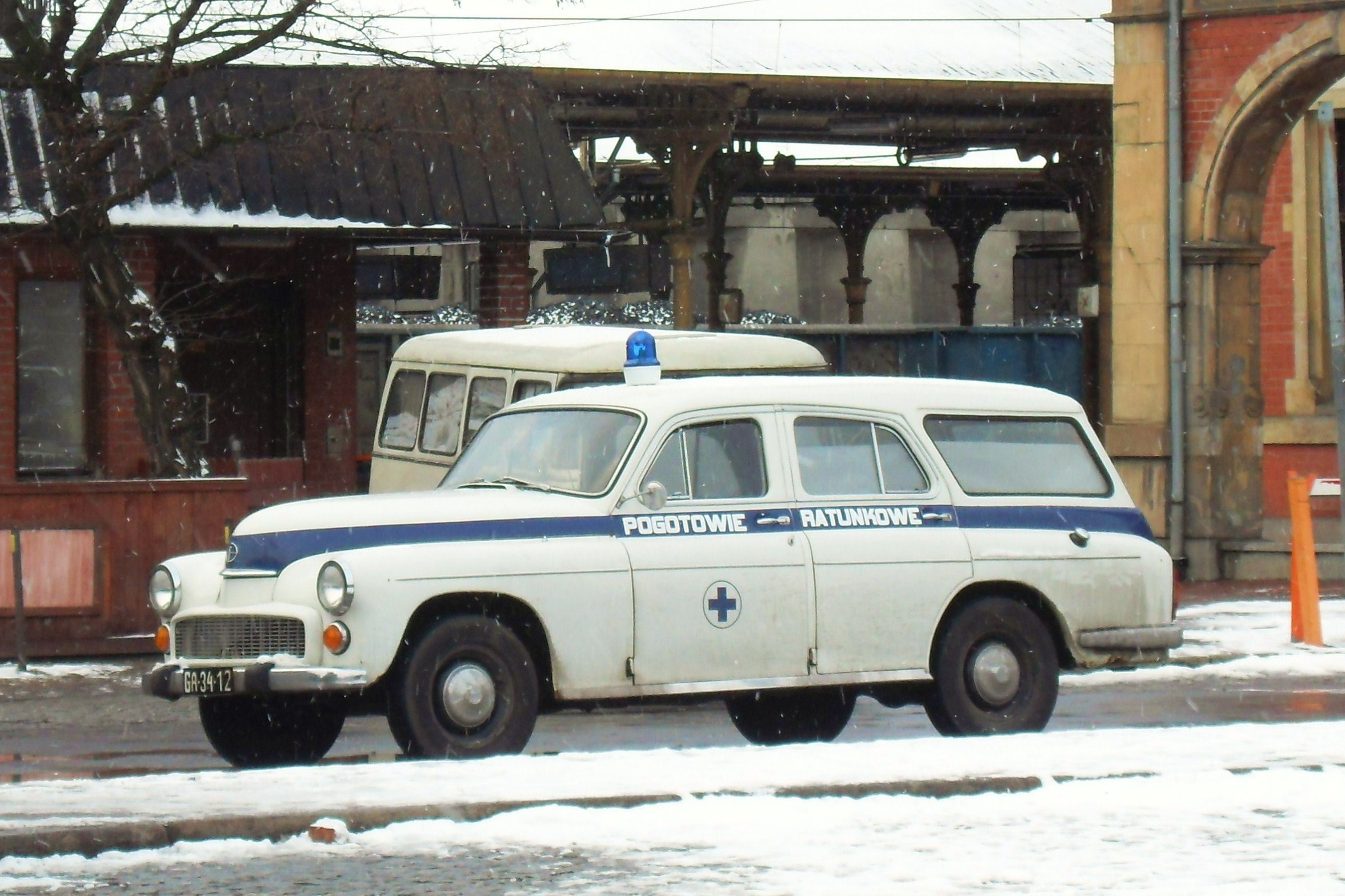
З фільму «Валенса» у Гданську

У 1950-х роках через відсутність відповідних санітарних транспортних засобів у пропозиції вітчизняних автовиробників Польщі та недостатній їх імпорт з-за кордону, в 1956 році в Майстерні санітарно-транспортної колони була розроблена конструкція та транспортний засіб такого типу, був побудований за моделлю Варшави М20. Зміни конструкції передбачали демонтаж заднього сидіння та перегородки, що відокремлює багажне відділення від пасажирського відділення. За водійським кріслом було місце для вставлення носилок через отвір багажника, поруч з яким було місце для лікаря або фельдшера. Запасне колесо було розміщено вертикально з правого боку багажника. Додаткові зміни полягали у наполовину матових задніх бокових вікон та встановленні світлового сигналу на даху. Санітарний варіант був запущений у виробництво в тому ж році під позначенням Warszawa M20-S, а збір спеціалізованого обладнання здійснювався окремими департаментами санітарно-транспортної колони.
У 1960 р. Розпочалося виробництво модернізованої версії Warsaw 201S, а в 1962 р. Модель Варшава 202S, оснащена модернізованим двигуном S-21 потужністю 70 к.с. (51,5 кВт). Санітарні версії з кузовом фастбек характеризувались рядом недоліків, завдяки малим габаритам салону можна було виконувати лише найпростіші медичні процедури. Виробництво моделей Warsaw 201S і 202S було завершено лише в 1963 р.